# 中尉 (古代官制)
中尉是武官名。战国时为赵国初置，为中军副将。
秦朝中央官制，將中尉提昇為指挥禁卫軍武裝部隊，负责京师保安的高级军官。《汉书‧百官公卿表上》：“中尉，秦官，掌徼循京师。”中尉掌京師治安、兼管消防，是首都的衛戍長官。中尉署有丞、左右中侯、千牛等官佐。屬官有武庫令、武庫丞，掌兵器製造、貯存；有靜室令，皇帝出巡時負責擔任清道夫。

## 沿革
漢文帝時以衛尉掌皇宮諸門屯兵，中尉掌京師駐禁軍，至漢代延襲為南、北二軍。漢代，以衛尉統率南軍守備宮城，中尉統率北軍屯衛帝都。
至太初元年(西元前104年)，中尉改稱執金吾。王莽時改名奮武，東漢時復稱執金吾。
執金吾秩為中二千石，位比九卿，有兩丞及候﹑司馬﹑千人。屬官有中壘﹑寺互﹑武庫﹑都船四令﹑丞。又式道﹑左右中候及京輔都尉，也與執金吾有相屬關係。
漢光武帝劉秀每到郡國巡視，便派執金吾留守京城﹔明帝東巡，還命執金吾守衛南宮。另外，有時皇帝出行，執金吾率領緹騎﹑步卒組成儀仗和警衛。章帝出巡，曾命執金吾隨行宿衛。
漢代執金吾有時也被委派為將帥而領兵遠征。西漢昭帝時，執金吾馬適建曾率軍討破羌人﹔東漢和帝時，執金吾耿秉還擔任主帥竇憲的副將而伐北匈奴。
東漢末年至漢末三國時代仍存官名，但大多情況僅具備榮譽性職銜。

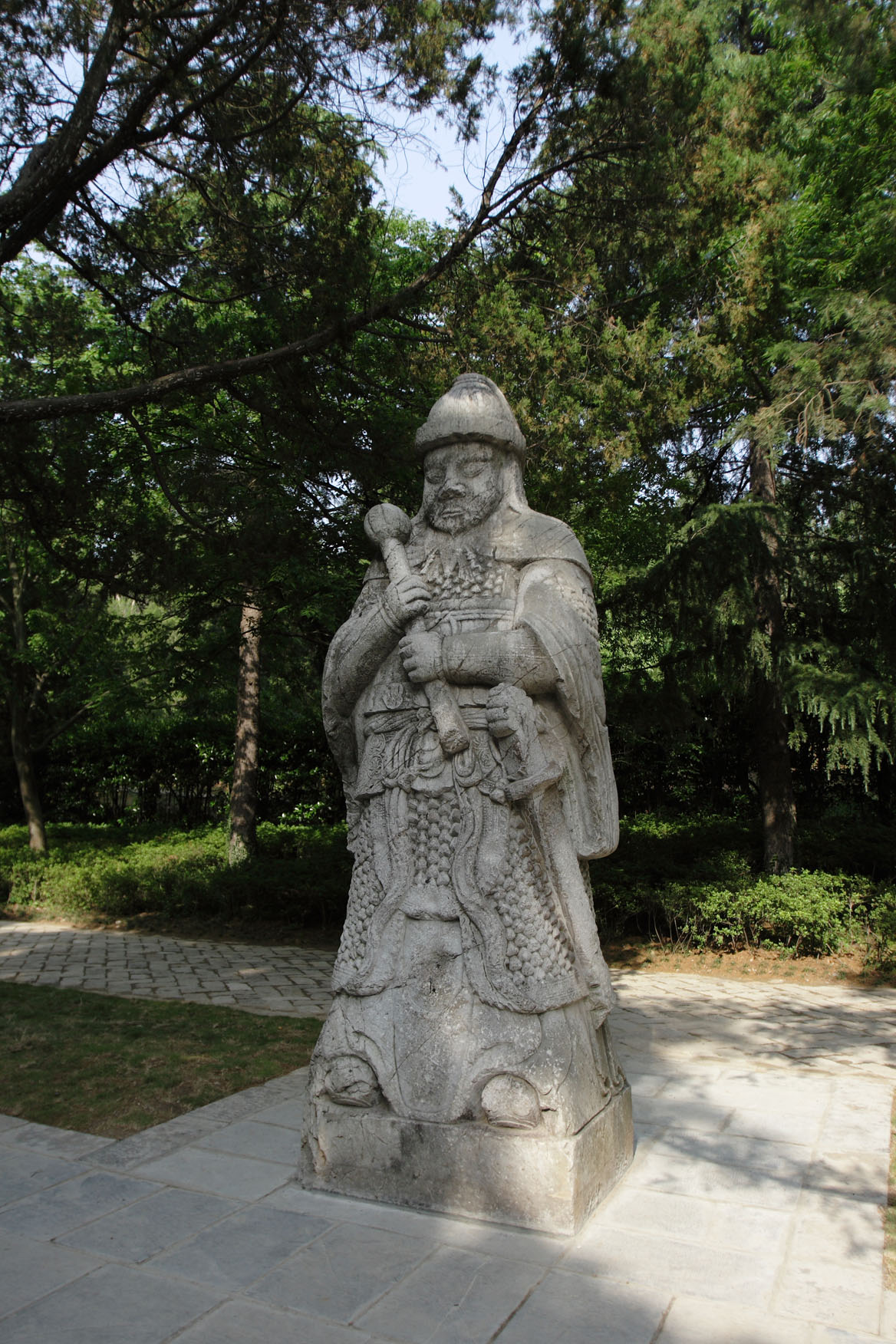
明孝陵神道执金吾武将

隋時叫做左右武侯。煬帝改為左右候衛。唐龍朔二年，採用執金吾舊名，改稱左右金吾衛，設大將軍、將軍及長史、諸曹參軍，與其他各衛相同。

## 其他官職
主爵中尉，掌諸侯以下諸爵的封贈及賓客祭祀饗食等事務。
汉武帝時改为执金吾，不再指挥禁军，专门负责治安、纠察。后无此官。
北魏稱御史中丞为中尉。